# Joris Kayembe
Joris Kayembe Ditu (* 8. August 1994 in Brüssel), besser bekannt als Joris Kayembe, ist ein belgisch-kongolesischer Fußballspieler, der seit Juli 2023 beim KRC Genk unter Vertrag steht.

## Karriere

### Verein
Joris Kayembe spielte in seiner Jugend für den damals noch existierenden FC Brüssel sowie für Standard Lüttich. Im Jahre 2013 wurde der junge Belgier vom damaligen portugiesischen Meister FC Porto für die Reservemannschaft verpflichtet. In einer erfolgreichen Debütsaison erreichte er mit vielen anderen Talenten wie Kelvin Mateus de Oliveira oder den mexikanischen Nationalspielern Diego Antonio Reyes und Héctor Miguel Herrera in seinem Team den zweiten Platz in der Segunda Liga. Am 4. Mai 2014 absolvierte Kayembe sein Erstligadebüt für die Profimannschaft von Porto. Bei der 1:2-Niederlage gegen den SC Olhanense wurde der Flügelspieler in der Halbzeit für Tozé eingewechselt. Im Januar 2015 wurde er bis zum Saisonende an den Erstligisten FC Arouca ausgeliehen, absolvierte dort 15 Spiele und konnte ein Tor erzielen. Arouca entging in der Primeira Liga 2014/15 nur knapp dem Abstieg. Für die Saison 2015/16 wurde Kayembe an den Rio Ave FC verliehen und soll dort den in die Türkei abgewanderten Linksverteidiger Tiago Pinto ersetzen. Seit 2017 steht er beim FC Nantes in der Ligue 1 unter Vertrag. Aber wegen mehreren Knieverletzungen kam er dort erst dreimal zum Einsatz.
In der Saison 2019/20 gehörte Kayembe bis Jahreswechsel nur dreimal zum Spieltagskader, stand aber auch bei diesen Spielen nicht tatsächlich auf dem Platz. Am 16. Januar 2020 wechselte er zum belgischen Erstdivisionär Sporting Charleroi und unterschrieb dort einen Vertrag über zwei Jahre. Ende November 2020 wurde der Vertrag bis Sommer 2023 mit der Option der Verlängerung um ein weiteres Jahr verlängert.
In der Saison 2019/20 bestritt er 8 von 9 möglichen Ligaspielen bis zum Abbruch der Saison infolge der COVID-19-Pandemie. In der nächsten Saison waren es alle 34 mögliche Ligaspiele, in denen er ein Tor schoss, zwei Pokalspiele und zwei Qualifikationsspiele zur Europa League. In der Saison 2021/22 stand er bei allen möglichen 39 Ligaspielen auf dem Platz, da Charleroi die ligainternen Europa Play Off erreichte, in denen er wiederum ein Tor schoss. In der Folgesaison waren es 30 von 34 möglichen Ligaspielen mit erneut einem Tor und einem Pokalspiel.
Mitte Mai 2023 wechselte er ligaintern zur neuen Saison 2022/23 zum KRC Genk, bei dem er einen Vertrag mit einer Laufzeit von drei Jahren mit der Option der Verlängerung um ein weiteres Jahr unterschrieb. In seiner ersten Saison bestritt er  26 von 41 möglichen Ligaspielen, in denen er ein Tor schoss, zwei Pokalspiele und acht Spiele im Europapokal ebenfalls mit einem geschossenen Tor.

### Nationalmannschaft
In seiner Jugend spielte Joris Kayembe in der belgischen U16-Nationalmannschaft. Zwischen 2014 und 2016 bestritt er neun Partien für die U21-Auswahl und erzielte dabei drei Tore. Im Herbst 2020 wurde er erstmals in den Kader der belgischen A-Nationalmannschaft berufen und debütierte dort am 8. Oktober 2020, als er im Testspiel gegen die Elfenbeinküste kurz vor Schluss eingewechselt wurde. Einen Monat später kam er im Freundschaftsspiel gegen die Schweiz zu seinem zweiten Länderspieleinsatz. Bei zwei anschließenden Partien in der UEFA Nations League wurde er nicht eingesetzt und danach nicht mehr in den belgischen Kader berufen.
Nachdem er bis dahin für Belgien in keinem Pflichtspiel zum Einsatz gekommen war, wechselte er später zum kongolesischen Fußballverband und debütierte dort schließlich im September 2023 bei einem Freundschaftsspiel gegen Südafrika in der A-Nationalmannschaft der DR Kongo. Anfang 2024 nahm er mit der Mannschaft am Afrika-Cup teil und erreichte den vierten Platz.